# Історія Гвінеї
Гвінея  належить  до  країн   західної Африки,  в  які  рано  проник  іслам та  почалась  європейська  колонізація.

## Найдавніші  часи
Рання  історія  Гвінеї  вивчена  мало.   Археологічні  розкопки  свідчать  про  заселення  території  Гвінеї  в  епоху  неоліту.  Протягом  10 - 12 ст.  частина  території  Гвінеї  входила  у  державні  утворення  Гана  і  Малі.  Територію  Гвінеї  населяли  різноманітні  племена,  найбільш  численними  з  яких  були  мандінка,  дьялонке, сусу.

## Колоніальний  період
У  середині  15 - го  ст.  на  узбережжя  Гвінеї  прийшли  португальці.  Вони  розпочали  процес   вивозу  місцевого  населення  в  рабство  до  Європи,  а  потім  і  до  Америки.  Работоргівля  на  узбережжі  Гвінеї  тривала  до  19-го  ст.,  в  результаті  чого  прибережні  райони  знелюдніли.   У  16 - му  ст.  в  центрі  Гвінеї  на  плато  Фута-Джаллон  оселились  кочівники  фульбе.  У  20-х  рр.  18 -го ст.  ісламізована  знать  фульбе  розпочала  війну  проти  дьялонке  а  також  проти  фульбе -анімістів  з  метою  навернення  їх  у  іслам.  Війна  завершилася  в  основному  до  кінця  1770-х  років.  В  підсумку  війни  була  створена  ранньофеодальна  воєнно-теократична  держава  фульбе  імамат Фута-Джаллон.   На  території  Гвінеї   існувала  також  низка  дрібних  державних  утворень  (мандінка - в Бонду і Габу,  сусу - в  областях  Соліма,  дьялонке  - на р.Бафінг та  інші).   
У  другій  половині  19 - го ст.  територія  Гвінеї  була  завойована  Францією.   У  1865-1866 р.  був  заснований  французький  форт  в  районі   Боке.   У  1882 р.  створене  володіння  Рів'єр дю Сюд.  Виділена  в  окрему  колонію  -  Французька Гвінея  у  1894 р..   У  1880 - 1890 -х роках  в  східній  частині  Гвінеї  існувала  держава  Васулу  на  чолі  з  імамом  Саморі.  Вона  була  завойована  французами  в  1890- х  рр.   1896 р.  французькі  війська окупували  Тімбо  -  столицю  Фута-Джаллону.  У  1897 р.  імамат  перейщов  під  владу  Франції.  
13 жовтня 1946 р.  Фр.Гвінея  отримала  статус  «заморської території»  Франції.  На  референдумі  28 вересня  1958 р.  населення  проголосувало  за  незалежність  від  Франції.

## Незалежність
Увага: Не вказане значення "continent"
2 жовтня 1958 р. згідно з результатами референдуму, Територіяльна асамблея, перетворена в установчу Національну асамблею, проголосила незалежність Гвінеї. Президентом країни і головою уряду став Ахмед Секу Туре. Він симпатизував соціалізму та встановив авторитарний режим. Після його смерті у 1984 р. новим президентом Гвінеї став Лансана Конте. Він був скинутий в результаті військового перевороту 2008 р. У 2010 р. переміг на президентських виборах і став президентом Альфа Конде.

### Спалах гарячки Ебола у 2014 році
Починаючи з липня 2014 року, Гвінея постраждала від найсильнішого зареєстрованого спалаху гарячки Ебола в історії, яка швидко поширилася на сусідні країни Ліберію та Сьєрра-Леоне. Епідемія була завершена до червня 2016 року.

### Вибори 2020
У жовтні 2020 року президент Альфа Конде переміг на президентських виборах. Конде перебував при владі з 2010 року і виграв третій термін. Опозиція не визнала результати через звинувачення у шахрайстві. Президент сказав, що конституційний референдум у березні 2020 року дозволив йому балотуватися, попри обмеження у два терміни. Після виборів по всій країні пройшли бурхливі протести.

### Державний переворот 2021
5 вересня 2021 року відбулася спроба державного перевороту проти режиму Альфи Конде. Президента Гвінеї Альфа Конде захопили в полон армійські спецпризначенці, а на чолі перевороту став полковник Мамаді Думбуя. 1 жовтня 2021 року полковник Мамаді Думбуя, який очолив державний переворот минулого місяця, склав присягу як тимчасовий президент Гвінеї.